# (523639) 2010 RE64
2010 RE64 — крупный транснептуновый объект. Открыли объект 9 сентября 2010 года Мэг Швамб, Дэвид Рабинович и Сьюзен Туртеллот в обсерватории Ла-Силья (Чили), через 3 дня после открытия 2010 RF43.

## Орбита
Скудность наблюдательных данных не позволяет надёжно установить орбиту 2010 RF43, но предварительные расчёты показывают, что он совсем недавно прошёл перигелий (в марте 2010 года) и достигнет афелия около 2165 года.

## Физические характеристики
Величину альбедо 2010 RF43 можно только предполагать, поэтому оценка его диаметра находится в пределах от 380 км до 860 км. При альбедо 0,09 диаметр будет равен 558 км.